# 島田紳助&バスガス爆発楽団
島田紳助&バスガス爆発楽団（しまだしんすけ アンド バスガスばくはつがくだん）は、島田紳助を筆頭に構成されたグループ。
テレビ朝日アニメ番組『もーれつア太郎』（1990年版）主題歌「がってん承知ノ介」を歌ったユニット。

## 概要
ユニットを命名するきっかけは、「最近はいいにくい名前が多くて、自分がベストテン番組で苦しめられたから、今度は自分が司会者をいじめてやろう」と、早口言葉を採用したという。
1990年5月25日、タモリ司会の『ミュージックステーション』（テレビ朝日系）に出演したとき「トップテンの司会、ランキングと曲紹介で大変だったんですよ」とエピソードを語った。
曲へ行く前に司会のタモリ、出演者の和田アキ子に「歌下手なんで…」と言いつつ耳栓を渡した。
本来のバンドの名義は「紳助&バスガス爆発楽団」であるが、『ミュージックステーション』などの音楽番組出演では名義を「島田紳助&バスガス爆発楽団」に変えている。

## メンバー
- 島田紳助（Vo.）
- 高原兄（G.）- アラジンのヴォーカル。
- 日名子昭夫（G.）-元TOM★CAT
- 岡部滋（Bass G.）-元ARB
- 井筒稔晴（Key.）
- 玉村冬景（Ds.）

## CD
1990年5月1日、日本コロムビアから発売（現在は廃盤）
1. 「がってん承知ノ介」（「もーれつア太郎」オープニングテーマ）
作詞：山口のばら　作曲・編曲：つのごうじ
2. 「ニャロメのROCK」（「もーれつア太郎」エンディングテーマ）
作詞：園部和典　作曲：古田喜昭　編曲：つのごうじ